# 이타쿠라 가쓰즈미

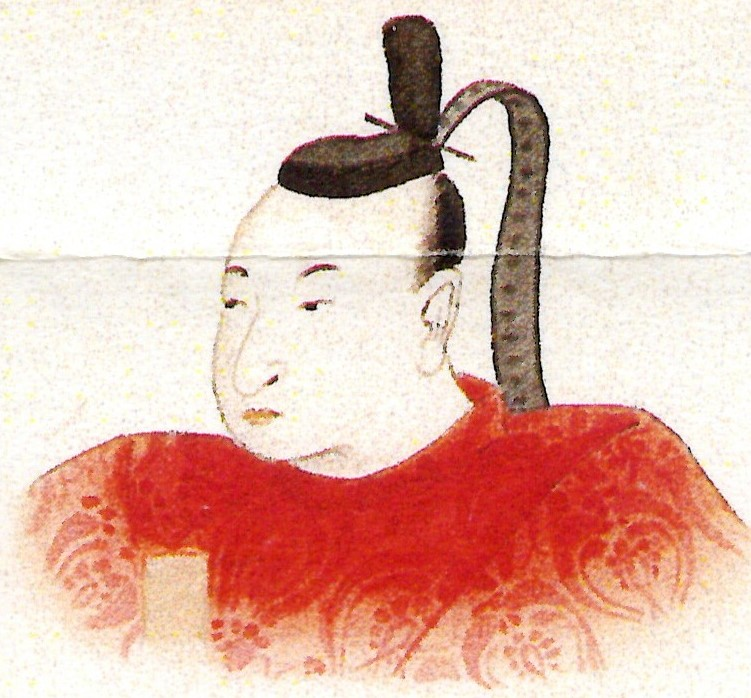
이타쿠라 가쓰즈미

이타쿠라 가쓰즈미(일본어: 板倉勝澄, 1719년 8월 13일 ~ 1769년 6월 6일)는 이세 가메야마 번주, 빗추 마쓰야마 번 초대 번주를 지냈다. 이타쿠라 종가(板倉宗家) 제7대 당주.
| 전임 이타쿠라 시게하루 | 이타쿠라 씨 당주 1724년 ~ 1751년 | 후임 이타쿠라 가쓰타케 |

| 전임 이타쿠라 시게하루 | 제2대 이세 가메야마 번 번주 (이타쿠라 가) 1709년 ~ 1710년 | 후임 이시카와 후사요시 |

| 전임 이시카와 후사요시 | 제1대 빗추 마쓰야마 번 번주 (이타쿠라 종가) 1744년 ~ 1751년 | 후임 이타쿠라 가쓰타케 |